# Courbe Voie
Courbe Voie aan de Eemnesserweg 97 is een gemeentelijk monument in Baarn in de provincie Utrecht. Het huis staat op de grens van het Wilhelminapark dat onderdeel is van rijksbeschermd dorpsgezicht Prins Hendrikpark e.o..
De naam Courbe Voie (Frans: kromme weg) is ontstaan door de plaatselijke bocht in de Eemnesserweg. Ook loopt er een gebogen oprijlaan naar het huis. Achter het pand staat een bijbehorend koetshuis dat later tot atelier is verbouwd. Architect was waarschijnlijk N. Redeker Bisdom die in het Benthuijs ernaast woonde. De villa is gebouwd in de neorenaissancestijl. Dit is thans niet meer zichtbaar omdat de villa nadien wit is gepleisterd. De toren van het pand bevindt zich aan de achterzijde. Dat is bijzonder, omdat de meeste torens van Baarnse villa's zijn gericht op de Zuiderzee. In deze toren bevinden zich de trappen naar de eerste verdieping.
De op een heuvel staande villa werd in 1885 gebouwd voor eau-de-colognefabrikant Joannes Boldoot. Aan de achterzijde van het pand is een torentje gebouwd met daarop de letter B van architect Bisdom. De ingang zit aan de linkerkant, rechts is een serre aangebouwd. In 1918 is het pand onder toezicht van de Baarnse architect Onvlee verbouwd.